# Hieronymus Megiser
Jerónimo Megiser ( Stuttgart , c. 1554 - Linz, Austria, 1619 ) fue un polímata, lingüista e historiador alemán.

## Biografía
Desde 1571 estudió en la Universidad de Tubinga y fue alumno del humanista y filólogo Nicodemus Frischlin. En 1577 se graduó con el título de maestro y en 1581 se trasladó como tutor privado a Liubliana. A partir de 1582 estudió jurisprudencia en Padua y luego trabajó como tutor privado de jóvenes nobles de Croacia y Estiria. En 1588-1589 viajó a Italia y Malta, y en 1591 al norte de Alemania, los Países Bajos e Inglaterra.
En 1590-1591 el archiduque Carlos le concedió en Graz el título de "Ordinarius Historiographus". En 1592, todavía en Graz, publicó su Dictionarium quatuor linguarum, el primer diccionario multilingüe del esloveno. Conoció al joven Johannes Kepler y mantuvo con él una erudita correspondencia. Después de otros viajes, se instaló en Fráncfort del Meno y se casó con la hija del impresor Johann Spiess.  Desde 1593 hasta 1601 fue rector del Collegium sapientiae et pietatis, de la Iglesia protestante en Klagenfurt, Carintia.
Tras regresar a Frankfurt am Main, se convirtió en profesor de Historia en la Universidad de Leipzig . A partir de 1610, el interés de los dignatarios de la Alta Austria por la historia era tan grande que necesitaban un historiador que dirigiera la biblioteca provincial, de forma similar a un historiador de la corte. Megiser fue seleccionado para este papel en 1615 y se le encargó escribir una crónica de la provincia.
En 1612 publicó Annales Carinthiae o Chronica des Loeblichen Ertzhertzogthumbs Khaerndten, que firmó como obra propia, aunque fue escrita principalmente por el pastor carintio Michael Gothard Christalnick y solo editada por Megiser a petición de los Estados de Carintia.